# IC 167
IC 167 (również Arp 31, PGC 6833 lub UGC 1313) – galaktyka spiralna z poprzeczką (SBc), znajdująca się w gwiazdozbiorze Barana w odległości około 67 milionów lat świetlnych od Ziemi. Odkrył ją Guillaume Bigourdan 4 stycznia 1889 roku.
IC 167 należy do grupy galaktyk NGC 697. Najprawdopodobniej oddziałuje grawitacyjnie z galaktyką NGC 694 (nie jest ona widoczna na zdjęciu po prawej), o czym wydają się świadczyć ich połączone obszary H I.